# Flora Londinensis
Flora Londinensis (abreviado Fl. Londin.) es una revista ilustrada con descripciones botánicas que fue editada en Inglaterra por el botánico  y entomólogo inglés, William Curtis y publicado en dos volúmenes en  los años 1775-1798, con el nombre de Flora Londinensis: or Plates and Descriptions of Such Plants as Grow Wild in the Environs of London. Fue reemplazado en 1817 por Flora Londinensis (second edition).